# Ямочки на щеках

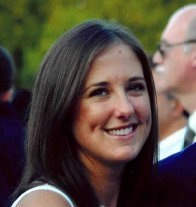
Ямочки девушки

Я́мочки на щека́х — видимые впадинки различной глубины и размера. Бывают круглыми или вытянутыми по вертикали (щелевидными). Располагаются на различном расстоянии латерально от углов рта. Встречаются ямочки с двух сторон (чаще) или только с одной стороны. Обычно ямочки практически незаметны в спокойном состоянии мышц лица и проявляются только при улыбке или интенсивной мимике.
Ямочки на обеих щеках достаточно редкое явление, и является символом красоты. 
Основная причина появления — индивидуальные генетически обусловленные особенности строения большой скуловой мышцы (лат. m. zygomaticus major), которая при сокращении вытягивает угол рта вверх и немного наружу, формируя улыбку (поэтому она называется ещё «главной мышцей смеха»).
Большая скуловая мышца имеет раздвоенное, V-образное строение. Цельной частью прикрепляясь к скуловой кости, раздваивается по пути на два пучка — верхний и нижний и вплетается в круговую мышцу рта: верхним пучком чуть выше уголка рта и нижним чуть ниже, наискосок. Анатомическое строение мышцы смеха весьма вариабельно. В некоторых случаях (до 30 %) в срединной части нижнего пучка наблюдаются поперечные волокна, которые вплетаются в дерму щеки, «привязывая» к себе, таким образом, кожу над участком сращения. На «пухлых» щёчках ямочка более заметна, так как участок вокруг приращения мышцы к коже дополнительно приподнят жировой прослойкой. С возрастом эффект ямочки может пропасть — за счёт истончения жирового слоя или растяжения мышцы.
Генетически ямочка относится к доминантным признакам.
Существует пластическая операция, искусственно создающая ямочки на щеках. Её долгосрочные эффекты, связанные с возрастным снижением эластичности кожи, пока не известны.
Ямочка на подбородке имеет совершенно другие независимые причины.

## Культурные особенности
В некоторых культурологических исследованиях, особенно азиатских и индо-этнических подгрупп, отмечена тенденция к предпочтению людей с ямочками на щеках, которые считаются более привлекательными и искренними. Ямочки также могут играть роль в сексуальных предпочтениях.